# Активный стилус

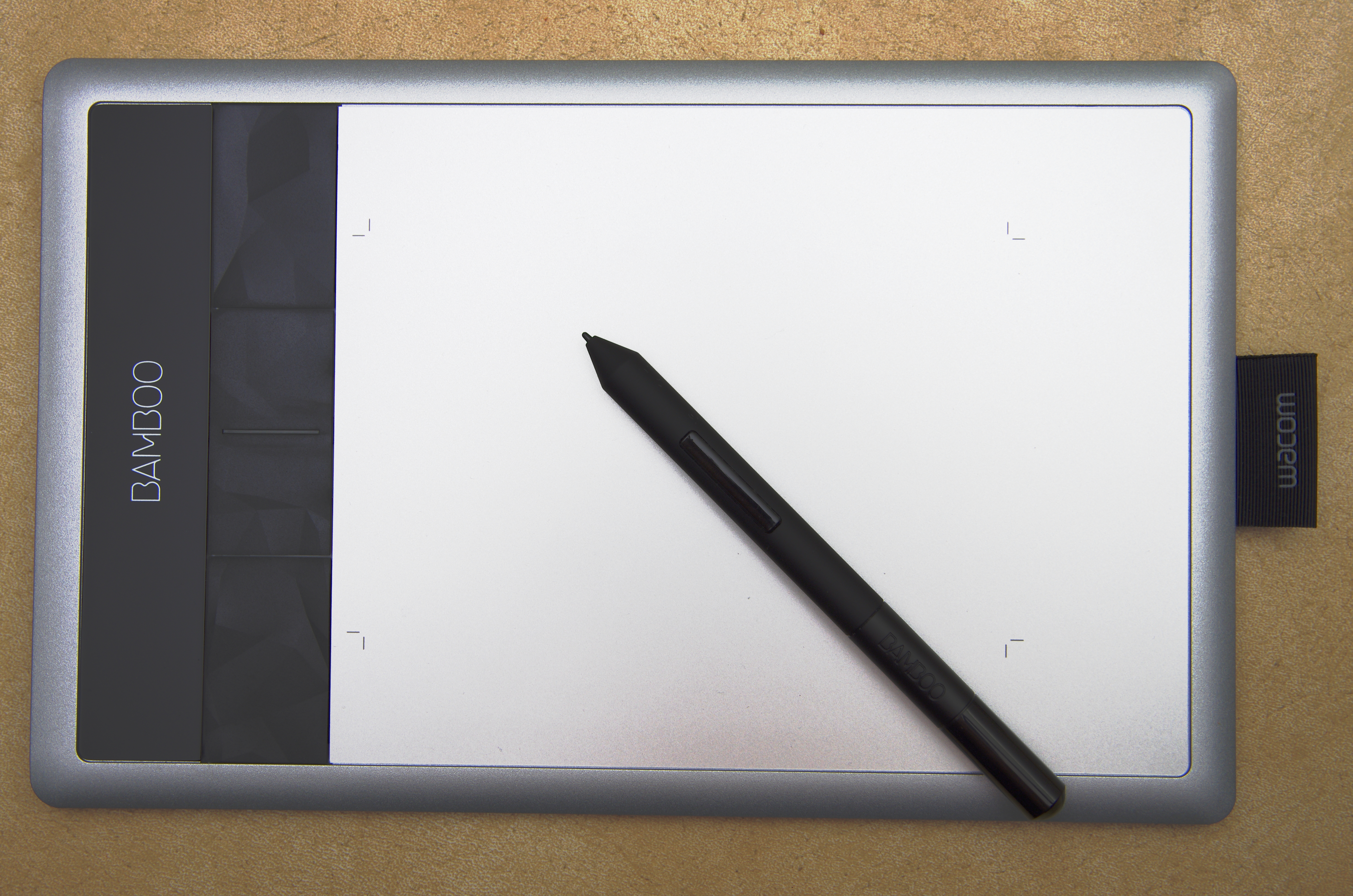
Графический планшет Wacom Bamboo Capture с прилагаемым активным пером.

Активное перо (также активный стилус) — устройство ввода, которое позволяет пользователю писать непосредственно на поверхности экрана жидкокристаллического дисплея своего устройства, такого как смартфон, планшетный компьютер или ультрабук. На рынке активные перья в течение долгого времени доминировали N-trig и Wacom, но более новые фирмы Atmel и Synaptics также предлагают активные перья.
Активное перо обычно больше по размеру и имеет больше возможностей, чем обычный стилус. Цифровые ручки обычно содержат внутреннюю электронику и имеют такие функции, как сенсорная чувствительность, кнопки ввода, память, возможности записи данных и электронные ластики.
Активные перья поддерживают большинство современных операционных систем, включая Android и Windows Phone.

## Использование

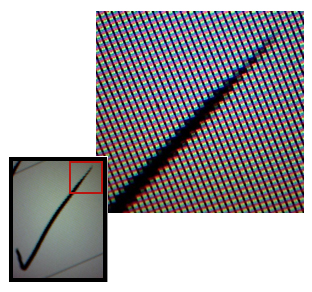
Датчик давления активного пера

Активные перья обычно используются для заметок, рисования на экране, удобства электронного документооборота, а также для точного выбора объектов и прокрутки. При использовании в сочетании с программным обеспечением распознавания рукописного ввода, рукописный ввод активного пера может быть преобразован в цифровой текст, сохранён в цифровом документе и отредактирован в текстовом или графическом приложении.

## Активные и позиционные перья
Электронные компоненты активных перьев генерируют беспроводные сигналы, которые принимаются собственным цифровым преобразователем и передаются на его выделенный контроллер, передавая данные о местоположении пера, давлении и других параметрах. Дополнительные функции, поддерживаемые электроникой активного пера, включают игнорирование ладони для предотвращения непроизвольного сенсорного касания, и дистанционный курсор, который позволяет отслеживать местоположение пера при его приближении, но не касаясь экрана. Обычно активные перья имеют одну или несколько функциональных кнопок (например, ластик или щелчок правой кнопкой мыши), которые можно использовать вместо мыши или клавиатуры.

## Ёмкостные перья
Существует новая технология активных ёмкостных перьев, совместимых с мультитач-экранами, которые позволяют видеть наконечник при рисовании тонкой линии на экране, что даёт точность, которую невозможно достичь пальцем, поскольку он закрывает контактную точку при рисовании или записи (мультитач-ёмкостная технология изначально предназначена для активации пальцами).
Некоторые типичные пассивные стилусы имеют большой наконечник из резины или проводящей пены для симуляции пальца пользователя, а не более точный шариковый наконечник, используемый в активных перьях.

## Технологические группы

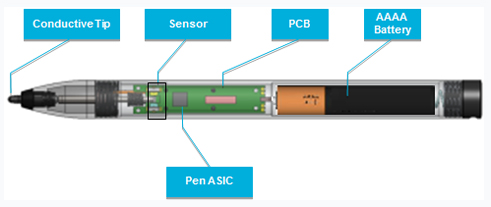
N-trig Duosens Pen, внутреннее строение

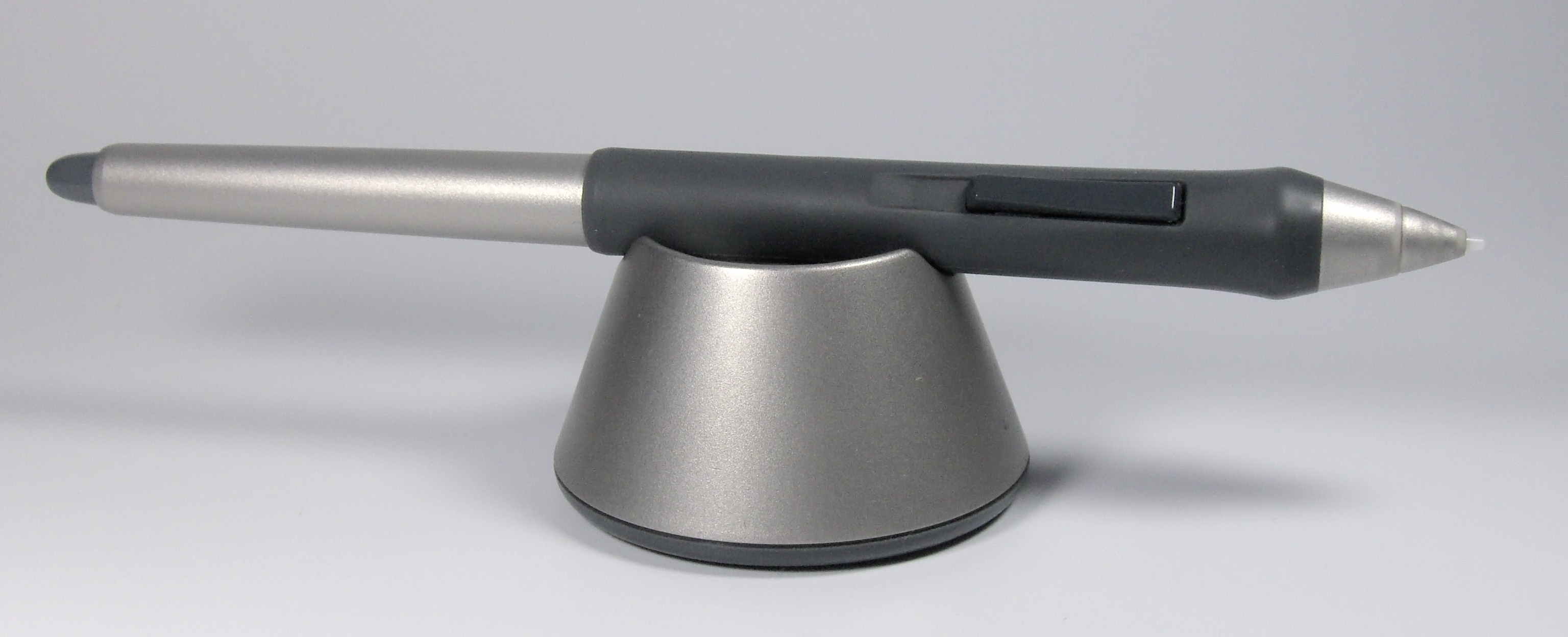
Цифровое перо Wacom

### Активные
Активные перья, такие как DuoSense Pen от N-trig, включают электронные компоненты, сигналы которых собираются встроенным цифровым преобразователем мобильного устройства и передаются на его контроллер, передавая данные о местоположении пера, давлении, нажатиях кнопок и других параметрах.

### Позиционные
Позиционные цифровые ручки используют средство для определения местоположения наконечника во время записи. Некоторые модели прилагаются к графическим планшетам от Wacom, а также с планшетными компьютерами, использующими технологию Wacom Penabled.